# Тьебомениль
Тьебомени́ль (фр. Thiébauménil) — коммуна во французском департаменте Мёрт и Мозель региона Лотарингия. Относится к  кантону Люневиль-Сюд.	

## География
Тьебомениль расположен в 35 км к востоку от Нанси. Стоит на Везузе. Соседние коммуны: Ланёввиль-о-Буа на северо-востоке, Манонвиллер на востоке, Бенамениль на юго-востоке, Маренвиллер на северо-западе.

## История
- Известно, что в 1272 году деревня принадлежала аббатству Бельшам.
- Тьебомениль был разрушен во время Тридцатилетней войны.

## Демография
Население коммуны на 2010 год составляло 395 человек.
| 1962 | 1968 | 1975 | 1982 | 1990 | 1999 | 2010 |
| ---- | ---- | ---- | ---- | ---- | ---- | ---- |
| 265  | 271  | 237  | 329  | 332  | 360  | 395  |

## Достопримечательности
- Церковь в неоготическом стиле 19 века.